# Festival de la Cervesa de Harbin
El Festival de la Cervesa de Harbin (xinès simplificat: 中国哈尔滨国际啤酒节, pinyin: Zhōngguó Hā'ěrbīn Guójì Píjiǔ Jié, literalment 'Festival Internacional de la Cervesa de la Xina Harbin') és una festivitat anual que se celebra a principis de juliol a la ciutat xinesa de Harbin. Tot i que se celebra cada any des de l'edició del 2000, l'esdeveniment té la primera edició el 1988, sent el festival sobre cervesa més antic de la Xina.
Se celebra al Món de la Neu i el Gel, el mateix lloc on a l'hivern hi ha el Festival de Figures de Gel de la ciutat.